# Росомаха (приток Усты)
Росомаха — река в России, протекает по Воскресенскому району Нижегородской области. Устье реки находится в 33 км от устья реки Усты по левому берегу. Длина реки составляет 22 км, площадь водосборного бассейна — 74,3 км².
Исток реки расположен в лесах в 27 км к юго-востоку от посёлка Красные Баки. Река течёт на юго-запад, затем на запад. На берегах реки расположены деревни Прудовские и Петрово, а также нежилой посёлок Михайловский. Впадает в Усту выше села Драничное.

## Данные водного реестра
По данным государственного водного реестра России относится к Верхневолжскому бассейновому округу, водохозяйственный участок реки — Ветлуга от города Ветлуга и до устья, речной подбассейн реки — Волга от впадения Оки до Куйбышевского водохранилища (без бассейна Суры). Речной бассейн реки — (Верхняя) Волга до Куйбышевского водохранилища (без бассейна Оки).
Код объекта в государственном водном реестре — 08010400212110000043472.

## Топографическая карта
- Лист карты O-38-XXVIII. Масштаб: 1 : 200 000. Состояние местности на 1979 год. Издание 1986 г.